# Шлёмов, Валерий Николаевич
Валерий Николаевич Шлёмов (род. 14 февраля 1950, Тирлянский, Башкирская АССР) — электрик прокатного цеха по автоматике, лауреат Государственной премии СССР (1987). Почётный металлург СССР (1976).

## Биография
Шлемов Валерий Николаевич родился 14 февраля 1950 года в пос. Тирлян Белорецкого района Башкирской АССР. Окончил Свердловский горный институт. В 1969—1971 годах служил в армии.
Место работы: с 1971 г. — на Белорецком металлургическом комбинате: электромонтер, мастер, электрик прокатного цеха по автоматике; в 1987 году находился в командировке в Алжире.
Шлемов Валерий Николаевич разработал и внедрил автоматизированные электроприводы прокатных клетей и чистовых прокатных блоков, системы проката без натяжения.

## Награды и звания
Государственная премия  СССР (1987) — за разработку и внедрение новой технологии производства высококачественной катанки удостоен Государственной премии СССР